# C'est pas mon jour !
Pour plus de détails, voir Fiche technique et Distribution.
C'est pas mon jour (Thursday) est un film policier américain de 1998, réalisé par Skip Woods, sorti en France en 1999.

## Synopsis
Dans une épicerie de Los Angeles, lundi soir, un trafiquant de drogue Nick (Aaron Eckhart) essaye quelques marques de café avant de les acheter. Son ex-maitresse Dallas (Paulina Porizkova) et son collègue homme de main Billy Hill (James LeGros) deviennent impatients et lui demandent de se dépêcher. Le ton monte entre Nick et la caissière (Luck Hari), et Dallas tire sur la caissière. Malgré leur tentative de dissimuler le crime, ils sont forcés de tirer également sur un policier (Bari K. Willerford) quand il découvre le sang au sol.
Trois jours plus tard, Nick se rend chez Casey Wells (Thomas Jane), un vieil associé qui a cessé le trafic de drogue. Il est à présent un architecte marié, en train d'adopter un enfant avec son épouse. Nick laisse quelques valises dans la chambre de Casey avant de partir pour faire quelques courses. Après le départ de Nick, Casey devient trouve une des valises suspecte et l'ouvre...

## Distribution
- Thomas Jane (VF : Jean-Pierre Michaël) : Casey Wells
- Aaron Eckhart (VF : Gérard Darier) : Nick
- Paulina Porizkova : Dallas
- James LeGros (VF : Damien Boisseau) : Billy Hill
- Paula Marshall (VF : Virginie Méry) : Christine
- Michael Jeter (VF : Jean-Luc Kayser) : le docteur Jarvis
- Glenn Plummer (VF : Lucien Jean-Baptiste) : Ice
- Mickey Rourke (VF : Gabriel Le Doze) : le détective Kasarov
- Shawn Michael Howard (VF : Sidney Kotto) : Jimmy
- Gary Dourdan (VF : Bruno Henry) : Lester « Ball-peen » James
- Luck Hari : la caissière